# جوليس كروغر
جوليس كروغر (بالفرنسية: Jules Kruger)‏ هو مصور سينمائي فرنسي، ولد في 12 يوليو 1891 في ستراسبورغ في فرنسا، وتوفي في 13 ديسمبر 1959 في كليشي في فرنسا.

## وصلات خارجية
- جوليس كروغر على موقع IMDb (الإنجليزية)
- جوليس كروغر على موقع ألو سيني (الفرنسية)
- جوليس كروغر على موقع أول موفي (الإنجليزية)
- جوليس كروغر على موقع قاعدة بيانات الأفلام السويدية (السويدية)
- جوليس كروغر على موقع قاعدة بيانات الفيلم (الإنجليزية)
- جوليس كروغر على موقع كينوبويسك (الروسية)